# Kherf
Kherf är en ort i Iran.   Den ligger i provinsen Gilan, i den nordvästra delen av landet, 260 km nordväst om huvudstaden Teheran. Kherf ligger 1 meter över havet och antalet invånare är 116.
Terrängen runt Kherf är platt.Runt Kherf är det ganska tätbefolkat, med 120 invånare per kvadratkilometer. Närmaste större samhälle är Fūman, 10,2 km söder om Kherf. Trakten runt Kherf består till största delen av jordbruksmark.